# QML (linguaggio di programmazione)
QML (Qt Meta Language o Qt Modelling Language) è un linguaggio di programmazione dichiarativo basato su JavaScript per la progettazione di applicazioni incentrate sull'interfaccia utente. È associato a Qt Quick, il kit di creazione dell'interfaccia utente originariamente sviluppato da Nokia all'interno del framework Qt.
QML è usato per lo più in applicazioni per dispositivi mobili, dove l'input touch, le animazioni fluide (a 60 FPS) e l'esperienza utente sono fondamentali. Le applicazioni di Ubuntu Touch e SailfishOS supportano nativamente questo linguaggio, che può anche essere utilizzato su Android, iOS, Windows Phone oltre che su Linux, Windows, OSX.